# Manuel Albar Catalán
Manuel Albar Catalán (Zaragoza, 4 de junio de 1900 - Ciudad de México, 7 de abril de 1955) fue un político, socialista, tipógrafo y periodista español.

## Primeros años
Albar Catalán nació en Zaragoza, Aragón el 4 de junio de 1900. En 1915 comenzó a trabajar como tipógrafo en la Imprenta Casañal de Zaragoza, de la que llegó a ser regente. Comenzó su actividad sindical como cenetista, siendo en 1920 redactor del periódico libertario El Comunista, pasando posteriormente a militar en el socialismo. Poco se sabe de sus primeros años hasta su trabajo como regente de la imprenta Casañai en 1924 y su pronta afiliación a la Unión General de Trabajadores (UGT).

## Carrera
Conoció a Andrés Saborit, quien lo introdujo en la alta dirección socialista. Fue el único diputado socialista por Zaragoza en las Cortes Constituyentes de la Segunda República, en el Partido Socialista Obrero Español (PSOE) llegaría a ser en 1931, primer secretario y después vicepresidente, y también miembro de la ejecutiva nacional de UGT; redactor y luego director de la edición de Barcelona de El Socialista (1928-1939).
De nuevo diputado en las elecciones del Frente Popular, fue delegado personal de Juan Negrín en las subsecretarías de Mar, Tierra, Aire y Armamento.
Tras la guerra, durante la que permaneció en Barcelona, se exilió en México en 1939, siendo delegado de la Agrupación Socialista, inspector de la Junta de Auxilio a los Republicanos Españoles (JARE) y por algún tiempo secretario del PSOE de México. Su pluma encabeza el libro Voces socialistas (México, 1946) y funda y dirige el periódico mensual Adelante y la revista España. Fue presidente del Centro Republicano Español de México.
Frustrado por las divisiones en su partido, se alinea junto a Indalecio Prieto, y, con talante moderado, llega a afirmar en Adelante, en 1943 que “la deformación mental de muchos marxistas llega al extremo de obstinarse no en corregir el texto de Marx de acuerdo con las lecciones de la vida, sino en adaptar la vida a los errores del texto”. Orgulloso de su comunidad autónoma, colaboró en la revista "Aragón", editada por los exiliados aragoneses en México.
Se mudó dos años a Toulouse (1953-1955), siendo enviado por el PSOE para mejorar la edición de El Socialista; pero, delicado de salud, regresó a México, donde falleció al poco tiempo.